# دخمه گبری
دخمه گبری مربوط به دوره صفوی است و در شهرستان راور، بخش مرکزی، روستای شریف‌آباد واقع شده و این اثر در تاریخ ۱۸ خرداد ۱۳۸۴ با شمارهٔ ثبت ۱۱۸۷۸ به‌عنوان یکی از آثار ملی ایران به ثبت رسیده‌است.

## پیشینه
این دخمه در نزدیکی روستای شریف‌آباد بربالای تپه‌ای ساختمان مدوری وجود دارد که به دخمه زرتشتیان معروف است. این بنا خودبیانگر بعضی از حقایق تاریخی در مورد راور می‌باشد و آدمی را به واقعیت نزدیک می‌سازد که راور نیز سال‌های قبل یکی از مراکز زرتشتی‌نشین بوده‌است. 
به گفته آرش ضیاتبری، پژوهشگر تاریخ زرتشتیان، پس از فروپاشی حکومت ساسانیان و ورود اعراب به ایران و سختگیریهای انجام شده توسط حاکمان عرب، زرتشتیانی که گزینه مهاجرت را انتخاب نمودند از دو مسیر برای خروج از ایران اقدام کردند، یکی به سمت جنوب و حرکت از جزیره هرمز و دیگری به سمت شرق ایران که این مسیر از یزد به بافق، کوهبنان، طرز، راور و خراسان ادامه داشت و تعدادی از زرتشتیان در این شهرستانها اقامت نمودند. این شهرستانها که در مسیر مهاجرت قرار گرفتند دارای آتشکده، دخمه و حتی انجمن زرتشتیان بوده که مکاتبات آنان در انجمن زرتشتیان کرمان موجود است. 
دخمه که زرتشتیان به زبان خودشان آن را دادگاه می‌نامند و پارسیان هندوستان آن را (دخمو-Dakhmo)می‌خوانند در کتاب‌های انگلیسی Tower of silence یعنی (برج خاموشان) نام گرفته محوطه‌ای است مدور که در بالای کوه تا تپه بلند ی واقع شده وغالباً از آبادی‌های اطراف چندین فرسخ فاصله دارد. دیوار اطراف دخمه را از سنگ و گچ یا سیمان و… می‌سازند و در وسط دخمه چاه عمیق وسیعی حفر می‌کردند که استخوان‌های مردگان درون آن می‌ریزند که زرتشتیان ایران آن را (سراده یا استه دان) یعنی (استخوان دان) می‌نامند. (۲). علت استفاده از دخمه برای نگهداری مردگان به اعتقادات زرتشتیان بر می‌گردد زیرا آن‌ها معتقد بودند که در صورت دفن جسد مرده در زمین خاک آلوده می‌شود وبدلیل احترام خاصی که برای خاک قائل بودند این کار را انجام نمی‌دادند که بعدها به دلیل رعایت مسائل بهداشتی استفاده از دخمه برای دفن مردگان ممنوع شد.